# Sherman Gay
Sherman E. Gay jr. (Carson, 12 luglio 1982) è un ex cestista statunitense con cittadinanza giamaicana, professionista nella NBDL, in Francia e in Ungheria.